# تسوباسا آندو
تسوباسا آندو (ژاپنی: 安藤 翼؛ زادهٔ ۱۲ مهٔ ۱۹۹۶) یک بازیکن فوتبال اهل ژاپن است.
از باشگاه‌هایی که در آن بازی کرده‌است می‌توان به باشگاه فوتبال ونریر هاچینوهه اشاره کرد.